# Mallomys aroaensis
Mallomys aroaensis és una espècie de mamífer rosegador de la família dels múrids. És endèmic de Papua Nova Guinea, on viu a altituds d'entre 1.100 i 2.700 msnm. Els seus hàbitats naturals són els boscos humits, els boscos degradats, els boscos secundaris i els jardins rurals. És una espècie en risc mínim, és a dir, no sembla que hi hagi cap amenaça significativa per a la seva supervivència. El seu nom específic, aroaensis, significa ‘de l'Aroa’ en llatí.